# Nicolae Esinencu
Nicolae Esinencu (n. 13 august 1940, satul Chițcani, județul interbelic Orhei (azi, în raionul Telenești) - d. 25 aprilie 2016, Chișinău) a fost om de litere, dramaturg, poet, scenarist de film, traducător și scriitor moldovean, membru al Uniunii Scriitorilor din Moldova și al Uniunii Scriitorilor din România.
Nicolae Esinencu s-a născut la data de 13 august 1940 în satul Chițcani, județul interbelic Orhei (azi raionul Telenești). A urmat în perioada 1971-1973 studiile superioare la Institutul de Literatură „Maxim Gorki” din Moscova⁠(d).
Debutează la Moldova-film în anul 1975 în calitate de coautor de scenariu la filmul regizorului Vlad Ioviță Calul, pușca și nevasta. A fost redactor la Editura „Lumina” și secretar, apoi consilier al Uniunii Scriitorilor din Moldova (din 1989). A editat proză, poezie și dramaturgie. Este membru al Uniunii Cineaștilor din Moldova, al Uniunii Scriitorilor din Moldova și al Uniunii Scriitorilor din România.

## Filmografie
- 1975: Calul, pușca și nevasta (coautor Vlad Ioviță)
- 1977: Fat-Frumos, f/t, 2 episoade
- 1978: Căruța, s/m
- 1980: La porțile satanei (coautor Vlad Ioviță)
- 1986: Tunul de lemn
- 1987: Tălpile verzi, s/m
- 1988: Adio, viața de holtei, s/m

## Publicații
Lista de publicații ale lui Esinencu include dramaturgie, poezie și proză.

### Dramaturgie
- Grand prix
- Tabachera
- Fumoarul
- Oameni de paie
- SRL Moldovanul

### Poezie
- Antene, versuri, 1968
- Sens, versuri, 1969
- Dealuri, versuri, 1974
- Copilul teribil, versuri, 1979
- Stai să-ți mai spun, versuri, 1983
- Cuvinte de chemat fetele, versuri, 1986
- Disciplina mondială, versuri, 1995
- Copilul teribil, versuri, 2004

### Proză
- Nunta, proză scurtă[4]
- Sada (1968)
- Portocala (1970)
- Toi (1972)
- Era vremea să iubim (1977)

## Premii și distincții
- Premiul pentru cel mai bun scenariu (pentru filmul Tunul de lemn) la Festivalul filmului național din Costinești (1992)
- Medalia „Meritul Civic” (1996)
- Medalia „Mihai Eminescu” (2000)[6]
- Premiul Uniunii Scriitorilor din Moldova: Critică, eseu, jurnal, istorie literară, publicistică, dramaturgie, pentru Dramaturgie, vol. V, din seria „Scrieri”, Editura Prometeu, Chișinău[7]
- Ordinul Republicii (2010)[8]